# Amphoe Khiri Rat Nikhom
Khiri Rat Nikhom è un distretto (amphoe) che fa parte della provincia di Surat Thani, nella Thailandia del Sud.

## Geografia fisica
La parte occidentale del distretto è caratterizzata dalle cime della catena di Phuket, sezione sud-occidentale dei monti del Tenasserim, mentre ad est il terreno è prevalentemente pianeggiante. I fiumi principali sono il Phum Duang e lo Yan.
Confina con gli amphoe Vibhavadi, Phunpin, Khian Sa, Phanom e Ban Ta Khun.

## Storia
Il distretto è stato istituito sotto il regno di re Mongkut (Rama IV), quando aveva lo status di mueang minore ed era parte del Regno di Nakhon Si Thammarat. In seguito alle riforme amministrative del 1890, è diventato un distretto della provincia di Chaiya, oggi denominata Surat Thani.
Nel 1917, il distretto è stato rinominato Tha Khanon (ท่า ขนอน). Il 12 aprile 1961 l'amphoe ha assunto il nome attuale.

## Infrastrutture e trasporti
La stazione ferroviaria di Khiri Rat Nikhom è il capolinea di un ramo della linea meridionale della Ferrovia di Stato della Thailandia.

## Amministrazione
A tutto il 2016, il distretto era suddiviso in 8 sottodistretti (tambon), che erano ulteriormente suddivisi in 84 villaggi (muban). Tha Khanon è un municipio di subdistretto (thesaban tambon) e il suo territorio si estende su parte del tambon Tha Khanon.
| \| No. \| Nome sottodistretti \| In thai \| Numero villaggi \| Ab.[1] \| \| \| --- \| ------------------- \| --------- \| --------------- \| ------ \| \| \| 1. \| Tha Khanon \| ท่าขนอน \| 14 \| 6.203 \| \| \| 2. \| Ban Yang \| บ้านยาง \| 11 \| 3.819 \| \| \| 3. \| Nam Hak \| น้ำหัก \| 11 \| 4.489 \| \| \| 6. \| Kapao \| กะเปา \| 10 \| 3.867 \| \| \| 7. \| Tha Kradan \| ท่ากระดาน \| 9 \| 3.118 \| \| \| 8. \| Yan Yao \| ย่านยาว \| 10 \| 4.697 \| \| \| 9. \| Tham Singkhon \| ถ้ำสิงขร \| 10 \| 4.897 \| \| \| 10. \| Ban Thamniap \| บ้านทำเนียบ \| 9 \| 10.818 \| \| | Map of tambon       |           |                 |        |  |
| No. | Nome sottodistretti | In thai   | Numero villaggi | Ab.    |  |
| 1. | Tha Khanon          | ท่าขนอน    | 14              | 6.203  |  |
| 2. | Ban Yang            | บ้านยาง    | 11              | 3.819  |  |
| 3. | Nam Hak             | น้ำหัก      | 11              | 4.489  |  |
| 6. | Kapao               | กะเปา     | 10              | 3.867  |  |
| 7. | Tha Kradan          | ท่ากระดาน  | 9               | 3.118  |  |
| 8. | Yan Yao             | ย่านยาว    | 10              | 4.697  |  |
| 9. | Tham Singkhon       | ถ้ำสิงขร    | 10              | 4.897  |  |
| 10. | Ban Thamniap        | บ้านทำเนียบ | 9               | 10.818 |  |